# Nantes Atlantique Handball
A Neptunes de Nantes (korábban Nantes Loire Atlantique Handball) egy francia kézilabdacsapat, amelynek székhelye Nantes városában volt. A francia női kézilabda-bajnokság első osztályában és az Európa Ligában játszottak. 2021-ben aranyérmes lett az Európa-ligában a csapat, miután a Siófok csapatatát 5 góllal legyőzték. 2024 nyarán a klub csődöt jelentett és minden játékosával szerződést bontott. 

## A klub története
A csapatot 1998-ban alapították, 2011-ben kerültek fel a másodosztályba, majd a 2013-14-es szezontól kezdve a francia bajnokságban szerepelnek. Első élvonalbeli szezonjukban a hetedik helyet szerezték meg. A 2014–2015-ös idény óta a klubnak saját utánpótlás központja van. A csapat 2018-ban változtatta nevét a jelenleg is használt Nantes Atlantique Handballra. A 2020-2021-es szezonban bejutottak az EHF-Európa-liga döntőjébe, ahol a címvédő Siófok KC csapatát legyőzve szerezték meg a klub történetének első nemzetközi kupagyőzelmét.

## Sikerei
- Francia másodosztály, bajnok: 2013
- Francia bajnok: 2003[4]
- EHF-Európa-liga-győztes: 2020-21

## Játékosok
A 2023-2024-es szezon játékoskerete
| Kapusok - 01 Jessica Ryde - 12 Floriane André Balszélsők - 17 Marine Dupuis - 18 Naemi Ardouin - 42 Dyénaba Sylla Jobszélsők - 25 Albane Frachon - 31 Kelly Vollebregt - 77 Emilie Bellec Beállók - 11 Oriane Ondono - 19 Anna Lagerquist | Balátlövők - 14 Mari Finstad Bergum - 22 Tamara Horacek Irányítók - 07 Helene Gigstad Fauske - 08 Carin Strömberg (c) - 29 Léna Grandveau Jobbátlövők - 15 Marie-Hélène Sajka - 20 Orlane Ahanda |

### Átigazolások
A 2024-25-ös szezont megelőzően
| Érkezők | Távozók - Floriane André (a Brest Bretagne csapatához) - Oriane Ondono (a Brest Bretagne csapatához) - Marie-Hélène Sajka (az OGC Nice csapatához) - Marine Dupuis (az OGC Nice csapatához) - Léna Grandveau (a Metz Handball csapatához) - Tamara Horacek (az RK Krim Ljubljana csapatához) - Paola Ebanga Baboga (a Saint-Amand HB csapatától) - Helene Gigstad Fauske (az Odense Håndbold csapatához) - Mari Finstad Bergum (a Toulon csapatához) - Kelly Vollebregt (a Borussia Dortmund csapatához) - Carin Strömberg (a Vipers Kristiansand csapatához) - Jessica Ryde (a Debreceni VSC csapatához) - Anna Lagerquist (a Győri Audi ETO KC csapatához) - Kajdon Blanka (a BSV Sachsen Zwickau csapatához) - Helle Thomsen (vezetőedző) (a CSM București csapatához) |

## Korábbi játékosok
- Barbara Moretto
- Blandine Dancette
- Camille Aoustin
- Camille Ayglon
- Catherine Gabriel
- Charlotte Kieffer
- Déborah Kpodar
- Estelle Nze Minko
- Floriane André
- Kalidiatou Niakaté
- Laurie Carretero
- Léa Lignières
- Léna Grandveau
- Manon Loquay
- Marie-Hélène Sajka
- Marine Dupuis
- Marion Maubon
- Oriane Ondono
- Pauline Coatanea
- Tamara Horacek
- Anette Helene Hansen
- Helene Gigstad Fauske
- Malin Holta
- Mari Finstad Bergum
- Anna Lagerquist
- Carin Strömberg
- Jessica Ryde
- Nathalie Hagman
- Lotte Grigel
- Mia Møldrup
- Stine Bodholt Nielsen
- Esther Schop
- Isabelle Jongenelen
- Kelly Vollebregt
- Alexandrina Cabral Barbosa
- Beatriz Escribano
- Elisabeth Chávez
- Kaba Gassama
- Ivana Lovrić
- Sonja Bašić
- Dragica Džono
- Gordana Mitrović
- Jovana Stoiljković
- Katarina Tomašević
- Isabell Klein
- Adrianna Płaczek
- Kajdon Blanka
- Mayer Szabina
- Bruna de Paula
- Elaine Gomes
- Fabiana Diniz
- Maroua Dhaouadi
- Raïssa Dapina
- Paola Ebanga Baboga